# Artjom Sergejewitsch Dsjuba
Artjom Sergejewitsch Dsjuba (russisch Артём Сергеевич Дзюба, englisch Artyom Sergeyevich Dzyuba; * 22. August 1988 in Moskau, Russische SFSR, Sowjetunion) ist ein russischer Fußballspieler, der auf der Position des Stürmers agiert. Er steht aktuell bei Akron Toljatti unter Vertrag. Im Laufe seiner Karriere verbrachte er unter anderem sieben Jahre beim den russischen Erstligisten Zenit St. Petersburg. Dsjuba ist Rekordtorschütze der russischen Fußballnationalmannschaft und der Premjer-Liga.

## Karriere

### Verein
Dsjuba begann seine Karriere in der Jugendmannschaft von Spartak Moskau und war Stammspieler der 2. Mannschaft. 2006 schloss er einen Profivertrag mit Spartak ab und bestritt im russischen Pokal gegen Ural Jekaterinburg sein erstes Pflichtspiel. Während der gesamten Saison erzielte er bei sieben Einsätzen kein einziges Tor. In der Saison 2007 konnte sich Dsjuba gegen die Konkurrenz durchsetzen und bestritt 21 Partien, in denen er drei Treffer erzielte. Zu Beginn der Premjer Liga Saison 2008 wurde er auf die Ersatzbank verbannt, wurde jedoch am Saisonende mit sechs Toren Bester seines Teams. Sein Debüt im UEFA-Pokal feierte Dsjuba am 18. Dezember 2008 gegen den englischen Klub Tottenham Hotspur. Dabei erzielte er zwei Tore. 2009 war er an Tom Tomsk ausgeliehen.

### Nationalmannschaft
Dsjuba debütierte am 11. November 2011 gegen Griechenland für die russische Nationalmannschaft, etablierte sich jedoch erst nach der WM 2014 als Stammspieler. Sein erstes großes Turnier mit dem Nationalteam war die Europameisterschaft 2016, die für Russland nach der Vorrunde endete. Erfolgreicher verlief die Heim-WM 2018, bei der Dsjuba mit drei Toren dazu beitrug, dass Russland erstmals ins Viertelfinale einer Weltmeisterschaft vorstieß. Nach der WM 2018 übernahm er von Igor Akinfejew das Amt des Kapitäns der Sbornaja. Als solcher führte er das Team erfolgreich zur Europameisterschaft 2021, wobei er mit neun Toren nationenübergreifend zu den besten Torschützen der Qualifikation gehörte. Auch bei der Endrunde der EM erzielte er einen der beiden russischen Treffer, konnte das Ausscheiden als Gruppenletzter in der Vorrunde jedoch nicht verhindern. Mit seinem insgesamt 30. Länderspieltor beim 1:4 im letzten Turnierspiel gegen Dänemark zog er zudem mit Alexander Kerschakow als Rekordtorschützen der russischen Nationalmannschaft gleich.

## Erfolge
Zenit St. Petersburg
- Russischer Meister: 2018/19, 2019/20, 2020/21, 2021/22
- Russischer Pokalsieger: 2013/14, 2015/16, 2019/20
- Russischer Fußball-Supercup: 2015, 2016

## Persönliche Auszeichnungen
- Fußballer des Jahres in Russland: 2018 (Futbol)
- Torschützenkönig der russischen Premjer-Liga: 2019/20 (17 Tore), 2020/21 (20 Tore)

## Privates
Dsjuba stammt aus eher einfachen Verhältnissen. Sein Vater Sergei Wladimirowitsch Dsjuba ist gebürtiger Ukrainer aus Lubny und war in seiner Jugend Amateurfußballer. Nach seinem Umzug nach Russland war er als Verkehrspolizist tätig. Seine Mutter Swetlana Alexandrowna ist Russin und arbeitete als Verkäuferin. Er hat eine jüngere Schwester Olga (* 1992). 
Artjom Dsjuba ist seit 2012 mit Kristina Dsjuba verheiratet und hat drei Söhne: Nikita (* 2013), Maksim (* 2016) und Alexander (* 2021).
Dsjuba engagiert sich in einer Tierrechtsorganisation, die sich für Straßenhunde in Russland einsetzt.
Er besitzt einen Magister-Grad in Sportwissenschaften.